# Tai Mun Shan
Tai Mun Shan (kinesiska: 大蚊山) är ett berg i Hongkong (Kina). Det ligger i den nordöstra delen av Hongkong. Toppen på Tai Mun Shan är 370 meter över havet, eller 218 meter över den omgivande terrängen. Bredden vid basen är 1,8 km.
Terrängen runt Tai Mun Shan är huvudsakligen kuperad, men norrut är den platt. Havet är nära Tai Mun Shan åt nordost.  Närmaste större samhälle är Sai Kung, 10,6 km väster om Tai Mun Shan. 